# Michael Eitan
Michael Eitan, nato Michael Hirshprung (Tel Aviv, 6 marzo 1944 – Ramat Gan, 8 novembre 2024), è stato un politico israeliano.

## Biografia

### Origini
Nacque a Tel Aviv da Israel Meir ben Zvi Hirshprung, commerciante e industriale, e da Esther Nicha Hirshprung, avvocato, immigrata dalla Polonia. Abbandonò il cognome Hirshprung, facendosi da allora chiamare Michael Eitan. Studiò legge all'Università di Tel Aviv, ma non completò il percorso.

### Attività politica
Negli anni '70 iniziò la sua attività politica nel movimento "Herut-Gahal", ottenendo il ruolo di coordinatore della nuova generazione del Likud. 
Nel 1984 fu eletto per la prima volta alla Knesset, dove servì fino al 2013. Durante il suo mandato, fu membro di diverse commissioni, tra cui quella dell'Educazione e Cultura. Nel corso della sua carriera politica, ricoprì diversi incarichi, tra cui Ministro della Scienza e della Tecnologia dal 1997 al 1998 e Ministro per il Miglioramento dei Servizi Governativi dal 2009 al 2013. Fu anche attivo nel promuovere la costruzione di insediamenti in Giudea, Samaria e Gaza e si distinse per la sua difesa delle politiche di governo relative alla trasparenza e al miglioramento dell'uso delle tecnologie digitali e di Internet per migliorare l'efficienza e l'accessibilità dei servizi governativi, in particolare nel governo di Benjamin Netanyahu.

#### Innovazioni e iniziative
Eitan divenne noto per il suo impegno nelle cause legate alla tecnologia e a Internet, promuovendo l'uso di queste tecnologie nel governo israeliano. Fu uno dei primi membri della Knesset a creare un sito web personale per mantenere il contatto con i cittadini. In qualità di ministro, fu responsabile dell'incremento dei servizi digitali in Israele, portando il paese ai vertici mondiali nelle classifiche di e-government.

### Malattia e morte
Nel dicembre 2016 gli fu diagnosticata la malattia di Parkinson, che già qualche anno dopo lo rese totalmente invalido. Nel febbraio 2021, egli si sottopose alla procedura di stimolazione cerebrale profonda presso l'Hadassah Medical Center di Gerusalemme, traendone qualche lieve beneficio.
Eitan morì a Ramat Gan l'8 novembre 2024 all'età di 80 anni per le complicazioni della malattia neurodegenerativa.

## Vita privata
Dal suo unico matrimonio, terminato con il divorzio, ebbe tre figlie.